# 호리오 요시하루

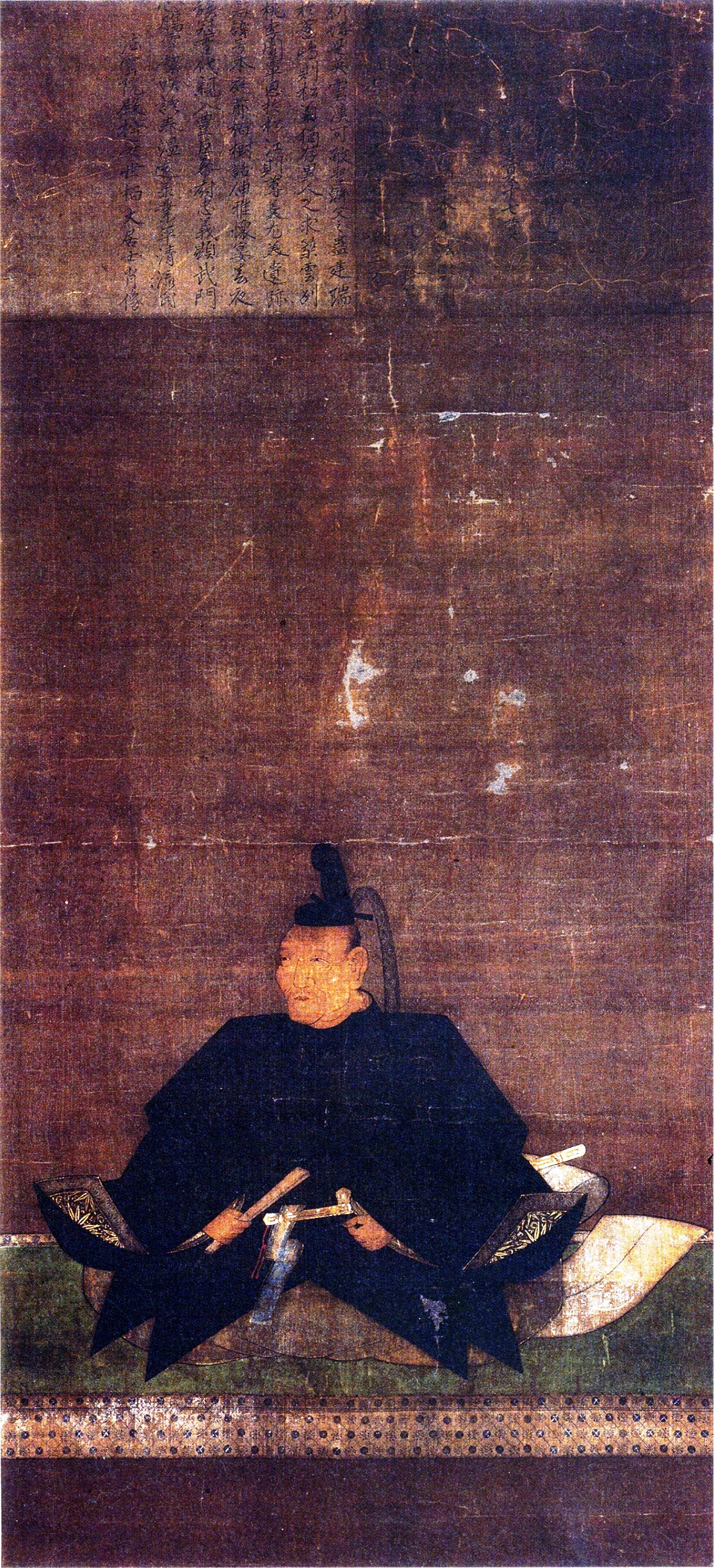
호리오 요시하루 상(슌류우 겐 와타루산(春龍玄済賛) 슌코오인 쿠라(春光院蔵))

호리오 요시하루(일본어: 堀尾吉晴 ほりお よしはる[*], 덴분 12년(1543년) ~ 게이초 16년 음력 6월 17일(1611년 7월 26일))는 아즈치 모모야마 시대로부터 에도 시대 전기의 무장·다이묘이다. 도요토미 정권의 삼중로 중 한명.

## 자손
간에이 10년(1633년)에 사망한 다다하루에게는 사자(嗣子)가 없고, 호리오씨 적계는 3대에 개역이 된다. 일족이 마쓰에번(호리오 다지마, 堀尾但馬), 아마가사키번(호리오 탄게, 堀尾丹下), 구마모토번(호리오 시게스케 4대, 堀尾茂助四代), 그 밖에 섬겨 명적을 존속시켰다. 또, 방계나 재사관 하지 않은 관계 일족의 자손도 존재하고 있다. 마에다 겐이는 공가의 오시코지가의 출신이었지만, 마에다 겐이와의 인연으로부터 마에다를 칭해 다카이에 하타모토·마에다가의 초대 당주가 되었다. 그때 도쿠가와 쓰나요시로부터 호리오가의 제사를 잇는 것을 명받았다고 한다. 마에다 가문에서는 지창(持槍, 지창 행렬시에 세우는 장창으로 한 자루 도구. 칼집 모양으로 누구의 행렬인가를 분간한다)의 칼집 형태를 호리오가의 가문·기치인 '분동'(分銅)을 이용하고 있다. 또한 에도 막부 말기의 마에다 가문 당주 나가레는 메이지 9년(1876년) 3월 31일에 차남 나가오키.쵸젠의 남동생)을 분가시켜, 마에다 가문의 본성인 호리오성(堀尾姓)을 자칭하게 해 평민적에의 편입을 도쿄부청(현재 도쿄도청)에 청원해 수리되었다.

호리오가 분동(分銅)

## 같이 보기
- 공명의 갈림길 (드라마)
- 마쓰에성

## 관련 작품

### 드라마
- 코묘가 쓰지 (功名が辻, 2006년, 연: 나마세 카츠히사)
- 質実剛健 生きざま (2017년, 연: 사노 시로)

## 사료
- 『태합기』(太閤記)
- 『번한보』(藩翰譜)